# Thomas Hillenkamp
Thomas Hillenkamp (* 2. Juni 1943 in Dresden) ist ein deutscher Rechtswissenschaftler.

## Leben
Hillenkamp studierte Rechtswissenschaften an den Universitäten Freiburg, Hamburg und Göttingen. Sein Referendariat absolvierte er im Oberlandesgerichtsbezirk Celle. Hillenkamp wurde 1970 in Göttingen mit einer Arbeit über „Die Bedeutung von Vorsatzkonkretisierungen bei abweichendem Tatverlauf“ promoviert und 1980 mit einer Arbeit über „Vorsatztat und Opferverhalten“ habilitiert. 1980 erfolgte der Ruf als Professor an die Universität Bonn, 1981 an die Universität Osnabrück. Ab 1987 war Hillenkamp Ordinarius an der Universität Heidelberg für Strafrecht und Strafprozessrecht. Von Februar 1991 bis Januar 1992 war er zunächst Gründungsprodekan und von Februar 1992 bis Oktober 1993 Gründungsdekan der Juristischen Fakultät der Technischen Universität Dresden. Für seine Bemühungen um die erfolgreiche Neugründung verlieh ihm 1995 die TU Dresden die Ehrendoktorwürde. Seit 1999 war Hillenkamp einer der Direktoren des Instituts für deutsches, europäisches und internationales Medizinrecht, Gesundheitsrecht und Bioethik der Universitäten Heidelberg und Mannheim. Seit dem 1. September 2013 befindet er sich im Ruhestand.
Hillenkamp forscht und veröffentlicht insbesondere zum Strafrecht, Strafprozessrecht, Viktimologie und Medizinstrafrecht.
Er ist verheiratet und hat drei Kinder.